# Elena Burke
Romana Elena Burguez González (La Habana; 28 de febrero de 1928-La Habana; 9 de junio de 2002), más conocida como Elena Burke, fue una talentosa cantante cubana, con un amplio repertorio de canciones y géneros (boleros, beat, pop, son, baladas románticas, etc.).

## Biografía
Inició su carrera trabajando en la radio a finales de los años cuarenta, en la Corte Suprema del Arte, donde firmó su primer contrato con el maestro Orlando de La Rosa.
Con una voz de contralto de amplio registro y depurada musicalidad, la Señora Sentimiento, como se le conociera en vida, es la mejor exponente del movimiento del Fillin (género musical), que se desarrolló en Cuba a partir de los años cincuenta y en general es considerada hoy por muchos una de las mejores cantantes del país.
Antes de iniciar una sólida carrera como solista, Elena había pertenecido ya al conjunto Las Mulatas de Fuego (1947), el trío Las Cancioneras y los cuartetos de Facundo Rivero, Orlando de La Rosa y de la pianista Aída Diestro (1956), junto a Omara Portuondo, Moraima Secada y Haydée Portuondo.
Fue famosa por su habilidad y tendencia a interpretar "a capella" y en los ambientes más elegantes e íntimos de la noche habanera, pero en no pocas ocasiones se hizo acompañar de orquestas como la Aragón o las dirigidas por los maestros González Mantici o Ibrahim Urbino.
Con una afinación excepcional y un estilo exento de fiorituras innecesarias, su amplio repertorio incluyó a autores latinoamericanos y nacionales como
José Antonio Méndez,
César Portillo de la Luz,
Ñico Rojas,
Frank Domínguez,
Piloto y Vera,
Marta Valdés,
Meme Solís,
Adolfo Guzmán,
Orlando de la Rosa,
Candito Ruiz,
Sindo Garay,
Vicente Garrido,
Arturo Castro,
entre otros tantos. Entre sus acompañantes figuran, entre otros, figuras de la talla de
Dámaso Pérez Prado,
Eddy Gaytán,
Adolfo Guzmán,
Meme Solís y
el guitarrista Froylán Amézaga, que trabajó junto a ella durante más de quince años.
Entre los numerosos éxitos de Elena se cuentan
"De mis recuerdos",
"Y ya lo sé",
"Lo material" (Juan Formell),
"Duele" (Piloto y Vera),
"Amor y solfeo" (Luis Rojas),
"Ámame como soy",
"Mis 22 años" (Pablo Milanés).
Falleció por un paro renal provocado por el síndrome sida que padecía la cantante desde hacía una década.
Su hija Malena Burke (cantante) y su nieta Lena Burke ―que viven en Miami exiliadas, trabajando como cantantes― estuvieron en su funeral en La Habana.

## Discografía
- Gemas de Navidad
- Elena Burke canta a Marta Valdés
- La Burke canta (con Meme Solís al piano)
- Elena Burke canta a Juan Formell
- A solas contigo
- De lo que te has perdido (sello Areíto de la EGREM)